# NotebookLM
Google NotebookLMは、Googleが提供しているGeminiを用いたAIリサーチアシスタントである。名称にNotebookと入っているが、Microsoft OneNoteのような文章を書くツールではなく、ソースとなる文章（PDFなど）、ウェブサイトのアドレス、動画、スライドなどをアップロードすると、それに基づいてGeminiが要約・翻訳・問題集作成などを行い、Geminiに対してチャットで説明を求めることができる。また、「音声概要」機能も搭載しており、ドキュメントの内容を会話形式のポッドキャストのような形式で要約してくれる。
関連するGoogleのAIリサーチアシスタントとして、Gemini Deep Researchがある。

## 概要
NotebookLMは、当初2023年に「Project Tailwind」として発表された。GoogleはこれをAIリサーチアシスタントと表現している。テキストファイルに加えて、NotebookLMはPDF、Googleドキュメント、ウェブサイト、Googleスライド、動画などを処理できる。2024年9月にリリースされた「音声概要」機能は、複雑なドキュメントを魅力的なポッドキャストに要約する能力でメディアの注目を集めた。また、2025年7月29日にリリースされた「動画解説」機能はナレーションスライド形式で複雑な概念を説明することが出来る（2025年8月現在は英語版の動画解説のみ使用可能）。当初は研究者向けに設計されたが、NotebookLMは企業や学生にも採用されている。
大半の機能は無償で利用可能だが、Google One AIプレミアムおよび個人向け以外のGoogle Workspaceの有償プランではプレミアム機能としてGoogle NotebookLM Plusを提供していて、フリーミアムとなっている。
2012年まで存在したGoogle ノートブックは別サービスであり、メモを取るためのツールだった。また、メモを取るためのツールで現存するサービスはGoogle Keepがある。
2025年5月19日には、AndroidおよびiOS向けのモバイルアプリがリリースされた。